# Nationalpark Circeo
Der 1934 gegründete Nationalpark Circeo (italienisch Parco nazionale del Circeo) ist einer der ältesten der insgesamt 24  Nationalparks in Italien.
Er liegt am Tyrrhenischem Meer in der Region Latium rund 90 km südöstlich von Rom. Er erstreckt sich etwa von Pontinia im Norden bis Sabaudia im Süden. Der Park wurde auf Anweisung von Benito Mussolini und auf Anraten von Senator Raffaele Bastianelli gegründet, um die letzten Reste der Pontinischen Sümpfe zu erhalten, die zu jener Zeit urbar gemacht wurden. Er ist der einzige Nationalpark Italiens, der nur eine Ebene und ein Küstengebiet umfasst. Der Park lässt sich in fünf wesentliche Lebensräume unterteilen: den Wald, das Küstengebirge, die Küstendüne, das Feuchtgebiet und die Insel Zannone.